# Bailliage de Rosières-aux-Salines
Le bailliage de Rosières-aux-Salines est une ancienne entité administrative du duché puis de la province de Lorraine qui a existé de 1751 à 1790. Il avait pour chef-lieu Rosières-aux-Salines.

## Géographie
Ce bailliage est délimité au sud par celui de Châté ; à l’est, au nord et à l’ouest par les bailliages de Lunéville et de Nancy ; du côté de Vézelise il s’étend jusqu’à la Moselle qui y reçoit l’Euron. Son territoire est sensiblement plus petit que l'ancienne prévôté de Rosières puisque le marquisat de Gerbéviller en fut détaché.

## Histoire
Créé en 1751, Le bailliage est composé d'un bailli; d'un lieutenant général, d'un lieutenant particulier assesseur, de deux conseillers, d'un avocat procureur du roi et d'un greffier. Son territoire est régi par la coutume générale de Lorraine et fait partie du diocèse de Nancy. En 1779, son bailli est le marquis d'Amezague qui est encore en fonction en 1789. Dans ce bailliage, la mesure des grains est le resal de Nancy.
Ce bailliage a la particularité d'avoir présenté un seul cahier de doléances cosigné par les représentants des trois ordres ce qui fut fort rare. 

## Composition
Communautés qui sont dans ce bailliage en 1779 :
- Rosières-aux-Salines
- Barbonville et les censes de Ste. Marie et Corbeau
- Bayon et la cense d’Atreval
- Bechamp ou Belchamp (abbaye de)
- Blainville-sur-l'Eau et la cense de St. Antoine
- Bremoncourt
- Charmois
- Clayeure
- Coiviller
- Dameleviere
- Dombâle-lès-Saint-Nicolas
- Domptaille-sur-Mexet
- Einvaux
- Ferrieres et les Baraques
- Froville ou Frauville
- Hagnéville ou Henneville
- Haussonville
- Hudiviller
- Landécourt
- Lorrey
- St. Maix ou St. Mard-devant-Bayon
- Mehoncourt et l'abbaye de Belchamp
- Mont-sur-meurthe
- Le Nouveau-lieu (écart de Rosières-aux-Salines)
- Romain
- Rozelieures et la cense de Bassompont
- Saffais
- Sommerviller
- Tonnoy et la cense de Xandronviller
- Velle-sur-moselle
- Vigneulle-sous-Saffais
- Virecourt